# Ampelocera macphersonii
Ampelocera macphersonii är en hampväxtart som beskrevs av C.A. Todzia. Ampelocera macphersonii ingår i släktet Ampelocera och familjen hampväxter. Inga underarter finns listade i Catalogue of Life.